# Los Pantalones Azules
Los Pantalones Azules fueron un dúo español de rock and roll formado en Valencia a finales de los años 50. A pesar de su corta vida y su escasa discografía, se les considera, junto a otros grupos como Los Pájaros Locos, el Dúo Dinámico, sus paisanos Los Milos o Los Estudiantes, auténticos pioneros del rock en España.

## Biografía
El dúo lo formaron, en 1958 y en la ciudad de Valencia, unos jovencísimos Víctor Ortiz y José María Pemán (alias Tito). Su primer nombre fue el de Los Blue Jeans, en inglés. Con esa denominación comenzaron a actuar en el circuito de locales y salas valencianas e, incluso, ganaron un festival del SEU (Sindicato estudiantil franquista) dedicado a las bandas noveles de rock y celebrado en Barcelona en 1960. De alguna forma, en esa época eran vistos como una especie de competencia de sus paisanos Los Milos.
Tras su éxito en el aludido certamen sindical, fueron fichados por la disquera Discophon. Con ella publicaron dos EP que constituyen toda su producción discográfica. Pero antes, y por imposición de la compañía, debieron cambiar su nombre, abandonando el inglés y traduciéndolo directamente al castellano. A partir de ese momento, serán conocidos como Los Pantalones Azules.
Sus influencias eran, claramente, el rock and roll estadounidense de primera hora. En su repertorio (y en los discos que grabaron) incluyeron tanto temas propios como versiones de Elvis Presley, Chuck Berry, Frankie Lane e incluso del francés Johnny Hallyday.
A mediados de 1962 el dúo se disuelve, ya que Víctor debe cumplir con el servicio militar. Tito, por su parte, se traslada a Ibiza, donde conoce a una chica estadounidense con la que se casa, estableciéndose definitivamente en el país de su esposa.
A su regreso del ejército, Víctor Ortiz se integrará en otro histórico grupo valenciano: Los Huracanes.

## Discografía
- Ep: "Cosa buena / Un poco de azul / Jezabel / Baila, nena" (Discophon, 1960).
- Ep: "Johny, sé bueno / Daniela / Dixieland Rock / Hello, Mary Lou" (Discophon, 1961).